# Gin Gin
Gin Gin – miasto w Australii, w stanie Queensland.